# Atletica leggera ai XVI Giochi del Mediterraneo
Le gare di Atletica leggera ai XVI Giochi del Mediterraneo si sono svolte dal 30 giugno 2009 al 3 luglio 2009 allo Stadio Adriatico di Pescara, completamente rinnovato con l'occasione della manifestazione sportiva.
Si sono disputate 44 competizioni in altrettante specialità dell'atletica leggera. Per ogni Nazione sono stati ammessi due atleti per ogni specialità, con eccezione della mezza maratona e della marcia in cui hanno gareggiato 3 atleti per squadra nazionale, e 1 staffetta.
A seguito del mancato raggiungimento del numero minimo di atleti iscritti, sebbene inizialmente in programma, sono state cancellate le competizioni di:
- salto con l'asta maschile,
- decathlon maschile,
- heptathlon femminile,
- marcia 20 km femminile.

## Calendario
Le gare seguirono il seguente calendario:
| ● | Competizioni | ● | Finali |

| Giugno/Luglio |    |    |    |    |    |    |    |    |    |    |
| 25            | 26 | 27 | 28 | 29 | 30 | 01 | 02 | 03 | 04 | 05 |
|               |    |    |    |    | ●  | ●  | ●  | ●  |    |    |

## Specialità

### Uomini
| Evento                            | Oro                                                                                          | Prestazione | Argento                                                                                | Prestazione | Bronzo                                                                                 | Prestazione |
| Corse piane                       |                                                                                              |             |                                                                                        |             |                                                                                        |             |
| 100 m (dettagli)                  | Martial Mbandjock                                                                            | 10"15       | Emanuele Di Gregorio                                                                   | 10"21       | Fabio Cerutti                                                                          | 10"23       |
| 200 m (dettagli)                  | Amr Seoud                                                                                    | 20"78       | Matteo Galvan                                                                          | 20"92       | Kalid Zhougari Idriss                                                                  | 20"95       |
| 400 m (dettagli)                  | Mohamed Khwaja                                                                               | 45"77       | Teddy Venel                                                                            | 46"04       | Yannick Fonsat                                                                         | 46"06       |
| 800 m (dettagli)                  | Amine Laalou                                                                                 | 1'46"76     | Jeff Lastennet                                                                         | 1'47"74     | Aboubaker Elghatruni                                                                   | 1'48"10     |
| 1 500 m (dettagli)                | Antar Zerguelane                                                                             | 3'37"49     | Mohamed Mostaoui                                                                       | 3'37"99     | Abdalaati Iguider                                                                      | 3'38"66     |
| 5 000 m (dettagli)                | Anis Selmouni                                                                                | 13'55"98    | Stefano La Rosa                                                                        | 14'04"44    | Kemal Koyuncu                                                                          | 14'04"99    |
| 10 000 m (dettagli)               | Hicham Bellani                                                                               | 29'33"51    | Mohammed Amyn                                                                          | 29'34"90    | Selym Bayrak                                                                           | 29'36"29    |
| 3 000 m siepi (dettagli)          | Jamel Chatbi                                                                                 | 8'13"11 RG  | Chakir Boujattaoui                                                                     | 8'13"83     | Halil Akkaş                                                                            | 8'30"84     |
| Corse ad ostacoli                 |                                                                                              |             |                                                                                        |             |                                                                                        |             |
| 110 m ostacoli (dettagli)         | Jackson Quiñónez                                                                             | 13"60       | Dimitri Bascou                                                                         | 13"75       | Juraj Grabušić                                                                         | 13"82       |
| 400 m ostacoli (dettagli)         | Sébastien Maillard                                                                           | 49"80       | Salah-Eddine Ghaidi                                                                    | 50"10       | Hamza Deaf                                                                             | 50"21       |
| Concorsi                          |                                                                                              |             |                                                                                        |             |                                                                                        |             |
| Salto in alto (dettagli)          | Kyriakos Iōannou                                                                             | 2,30 m RG   | Konstantinos Baniotis                                                                  | 2,28 m      | Dragutin Topić                                                                         | 2,26 m      |
| Salto in lungo (dettagli)         | Salim Sdiri                                                                                  | 8,29 m RG   | Yahya Berrabah                                                                         | 8,23 m      | Loúis Tsátoumas                                                                        | 8,20 m      |
| Salto triplo (dettagli)           | Fabrizio Schembri                                                                            | 17,09 m     | Dimitrios Tsiamis                                                                      | 16,98 m     | Daniele Greco                                                                          | 16,64 m     |
| Getto del peso (dettagli)         | Manuel Martínez                                                                              | 20,30 m     | Hamza Alić                                                                             | 20,05 m     | Nedžad Mulabegović                                                                     | 19,85 m     |
| Lancio del giavellotto (dettagli) | Fatih Avan                                                                                   | 79,78 m     | Spyros Lempesis                                                                        | 78,66 m     | Matija Kranjč                                                                          | 77,82 m     |
| Lancio del martello (dettagli)    | Nicola Vizzoni                                                                               | 75,92 m     | Jérôme Bortoluzzi                                                                      | 73,73 m     | Alexandros Papadimitriou                                                               | 73,69 m     |
| Lancio del disco (dettagli)       | Yennifer Frank Casañas                                                                       | 65,58 m RG  | Ercument Olundeniz                                                                     | 63,48 m     | Yasser Ibrahim Farag                                                                   | 61,07 m     |
| Prove su strada                   |                                                                                              |             |                                                                                        |             |                                                                                        |             |
| Mezza maratona (dettagli)         | Ahmed Baday                                                                                  | 1h04'06"    | José Manuel Martínez                                                                   | 1h04'20"    | Ali Zaidi                                                                              | 1h04'36"    |
| Marcia 20 km (dettagli)           | Ivano Brugnetti                                                                              | 1h22'33" RG | Giorgio Rubino                                                                         | 1h22'34"    | Juan Manuel Molina                                                                     | 1h23'02"    |
| Staffette                         |                                                                                              |             |                                                                                        |             |                                                                                        |             |
| Staffetta 4x100 (dettagli)        | Italia Maurizio Checcucci Simone Collio Emanuele Di Gregorio Fabio Cerutti                   | 38"82       | Francia Emmanuel Ngom Priso Ydrissa M'Barke Pierre-Alexis Pessonneaux Cristophe Bonnet | 39"49       | Turchia Emrah Altunkalen Aly Ekber Kayas Mustafa Delioglu Tuncay Ors                   | 40"73       |
| Staffetta 4x400 (dettagli)        | Spagna Aitor Martin Esteban Santiago Ezquerro Cordon Mark Ujakpor Sanchez Marc Orozco Torres | 3'06"19     | Francia Yannick Fonsat Akhenaton Silou Salah-Eddine Ghaidi Nicolas Fillon              | 3'06"28     | Grecia Tilemachos Routas Dimitrios Gravalos Pantelis Melachroinoudis Petros Kyriakidis | 3'06"29     |

### Donne
| Evento                            | Oro                                                             | Prestazione | Argento                                                                 | Prestazione. | Bronzo                                                         | Prestazione |
| Corse piane                       |                                                                 |             |                                                                         |              |                                                                |             |
| 100 m (dettagli)                  | Georgia Kokloni                                                 | 11"41       | Myriam Soumaré                                                          | 11"46        | Eleni Artymata Ayodele Ikuesan                                 | 11"55       |
| 200 m (dettagli)                  | Eleni Artymata                                                  | 23"16       | Sabina Veit                                                             | 23"45        | Vincenza Calì                                                  | 23"49       |
| 400 m (dettagli)                  | Libania Grenot                                                  | 50"30 RG    | Daniela Reina                                                           | 52"34        | Aurelie Kamga                                                  | 53"26       |
| 800 m (dettagli)                  | Elisa Cusma Piccione                                            | 1'59"87 RG  | Halima Hachlaf                                                          | 2'00"91      | Eleni Filandra                                                 | 2'01"13     |
| 1 500 m (dettagli)                | Elisa Cusma Piccione                                            | 4'11"88     | Btissam Lakhouad                                                        | 4'12"07      | Habiba Ghribi Ep Boudraa                                       | 4'12"37     |
| 5 000 m (dettagli)                | Hanane Ouhaddou                                                 | 15'12"75    | Elena Romagnolo                                                         | 15'13"19     | Silvia Weissteiner                                             | 15'13"19    |
| 10 000 m (dettagli)               | Elvan Abeylegesse                                               | 31'51"98    | Oliveira Jevtic                                                         | 32'23"06     | Kenza Dahmani Eps Tifani                                       | 32'48"44    |
| Corse ad ostacoli                 |                                                                 |             |                                                                         |              |                                                                |             |
| 100 m ostacoli (dettagli)         | Nevin Yanıt                                                     | 13"08       | Sandra Gomis                                                            | 13"24        | Micol Cattaneo                                                 | 13"39       |
| 400 m ostacoli (dettagli)         | Phara Anacharsis                                                | 56"66       | Aurore Kassambara                                                       | 56"89        | Nikolina Horvat                                                | 56"97       |
| Concorsi                          |                                                                 |             |                                                                         |              |                                                                |             |
| Salto in alto (dettagli)          | Antonietta Di Martino                                           | 1,97 m      | Burcu Ayhan                                                             | 1,89 m       | Antonia Stergiou                                               | 1,89 m      |
| Salto in lungo (dettagli)         | Tania Vicenzino                                                 | 6,54 m      | Karin Melis Mey                                                         | 6,53 m       | Nina Kolarič                                                   | 6,50 m      |
| Salto triplo (dettagli)           | Athanasia Perra                                                 | 14,62 m     | Teresa Nzola Meso Ba                                                    | 14,16 m      | Paraskeuī Papachristou                                         | 14,12 m     |
| Salto con l'asta (dettagli)       | Nikoléta Kiriakopoúlou                                          | 4,50 m RG   | Marianna Zachariadi                                                     | 4,45 m       | Anna Giordano Bruno                                            | 4,30 m      |
| Getto del peso (dettagli)         | Jessica Cérival                                                 | 17,77 m     | Assunta Legnante                                                        | 17,44 m      | Chiara Rosa                                                    | 17,24 m     |
| Lancio del giavellotto (dettagli) | Voisava Lika                                                    | 60,97 m     | Zahra Bani                                                              | 60,65 m      | Martinka Ratej                                                 | 59,08 m     |
| Lancio del martello (dettagli)    | Silvia Salis                                                    | 70,39 m     | Clarissa Claretti                                                       | 69,35 m      | Styliani Papadoupulou                                          | 58,73 m     |
| Lancio del disco (dettagli)       | Mélina Robert-Michon                                            | 61,17 m     | Vera Begic                                                              | 60,29 m      | Dragana Tomašević                                              | 67,55 m     |
| Prove su strada                   |                                                                 |             |                                                                         |              |                                                                |             |
| Mezza maratona (dettagli)         | Anna Incerti                                                    | 1h12'25"    | Rosaria Console                                                         | 1h12'34"     | Kenza Dahmani Eps Tifani                                       | 1h12'39"    |
| Staffette                         |                                                                 |             |                                                                         |              |                                                                |             |
| Staffetta 4x100 (dettagli)        | Francia Myriam Soumaré Ayodele Ikuesan Nelly Banco Emilie Goydu | 43"79       | Italia Anita Pistone Maria Aurora Salvagno Giulia Arcioni Vincenza Calì | 43"86        | Grecia Maria Gatou Agni Derveni Adrianna Ferra Georgia Kokloni | 45"45       |

RM= Record del Mondo
RG= Record dei Giochi

## Medagliere[2]
| Posizione | Paese                |    |    |    | Totale |
| --------- | -------------------- | -- | -- | -- | ------ |
| 1         | Italia               | 11 | 11 | 7  | 29     |
| 2         | Francia              | 7  | 11 | 3  | 21     |
| 3         | Marocco              | 6  | 6  | 2  | 14     |
| 4         | Grecia               | 4  | 3  | 8  | 15     |
| 5         | Spagna               | 4  | 1  | 1  | 6      |
| 6         | Turchia              | 3  | 3  | 4  | 10     |
| 7         | Cipro                | 2  | 1  | 1  | 4      |
| 8         | Libia                | 1  | 0  | 3  | 4      |
| 9         | Algeria              | 1  | 0  | 2  | 3      |
| 10        | Egitto               | 1  | 0  | 1  | 2      |
| 11        | Slovenia             | 0  | 1  | 3  | 4      |
| 12        | Croazia              | 0  | 1  | 3  | 4      |
| 13        | Serbia               | 0  | 1  | 2  | 3      |
| 14        | Bosnia ed Erzegovina | 0  | 1  | 0  | 1      |
| Totale    | Totale               | 40 | 40 | 40 | 120    |

## Galleria d'immagini

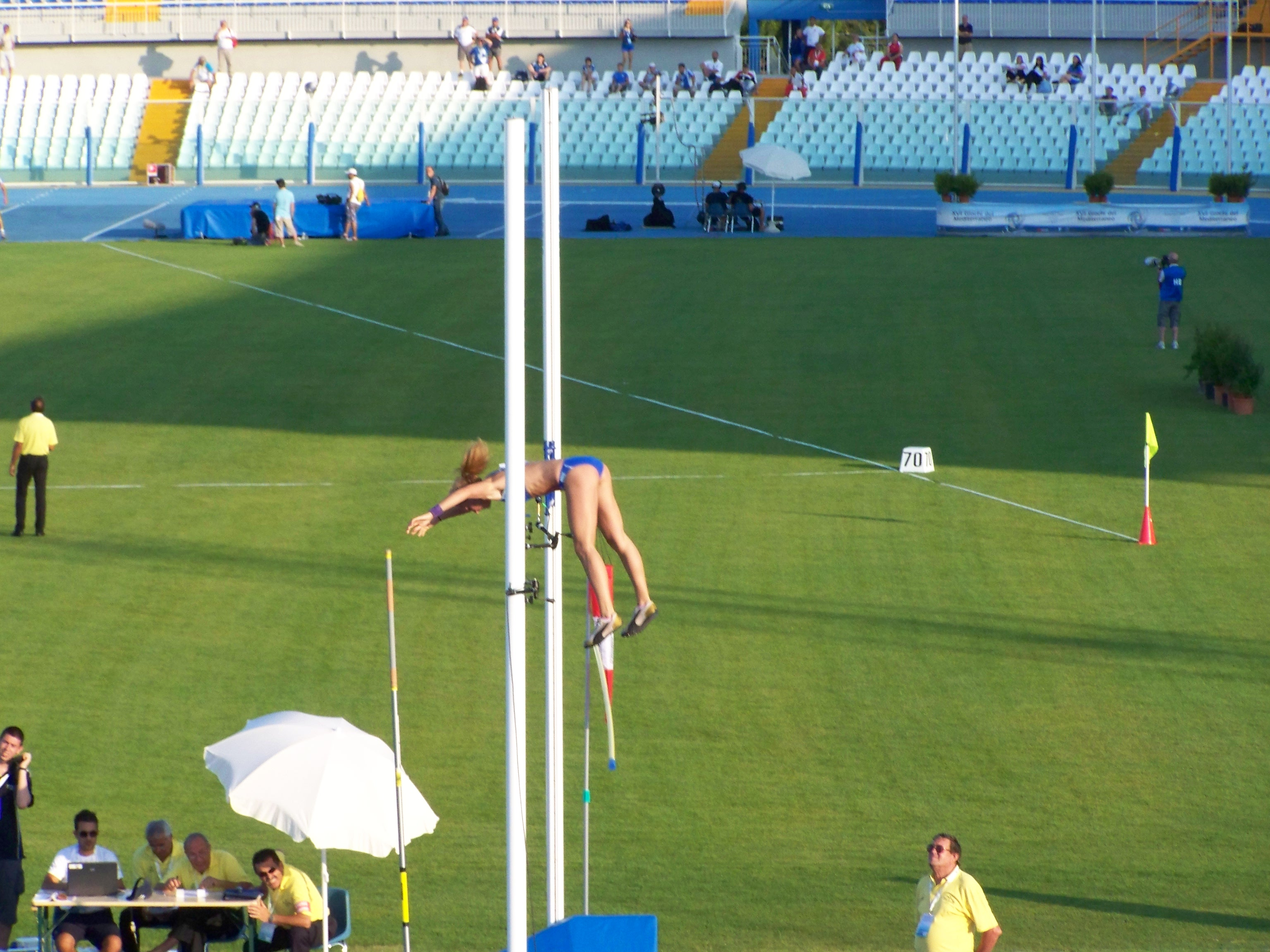
L'astista cipriota Marianna Zachariadi durante la finale della prova di salto con l'asta femminile
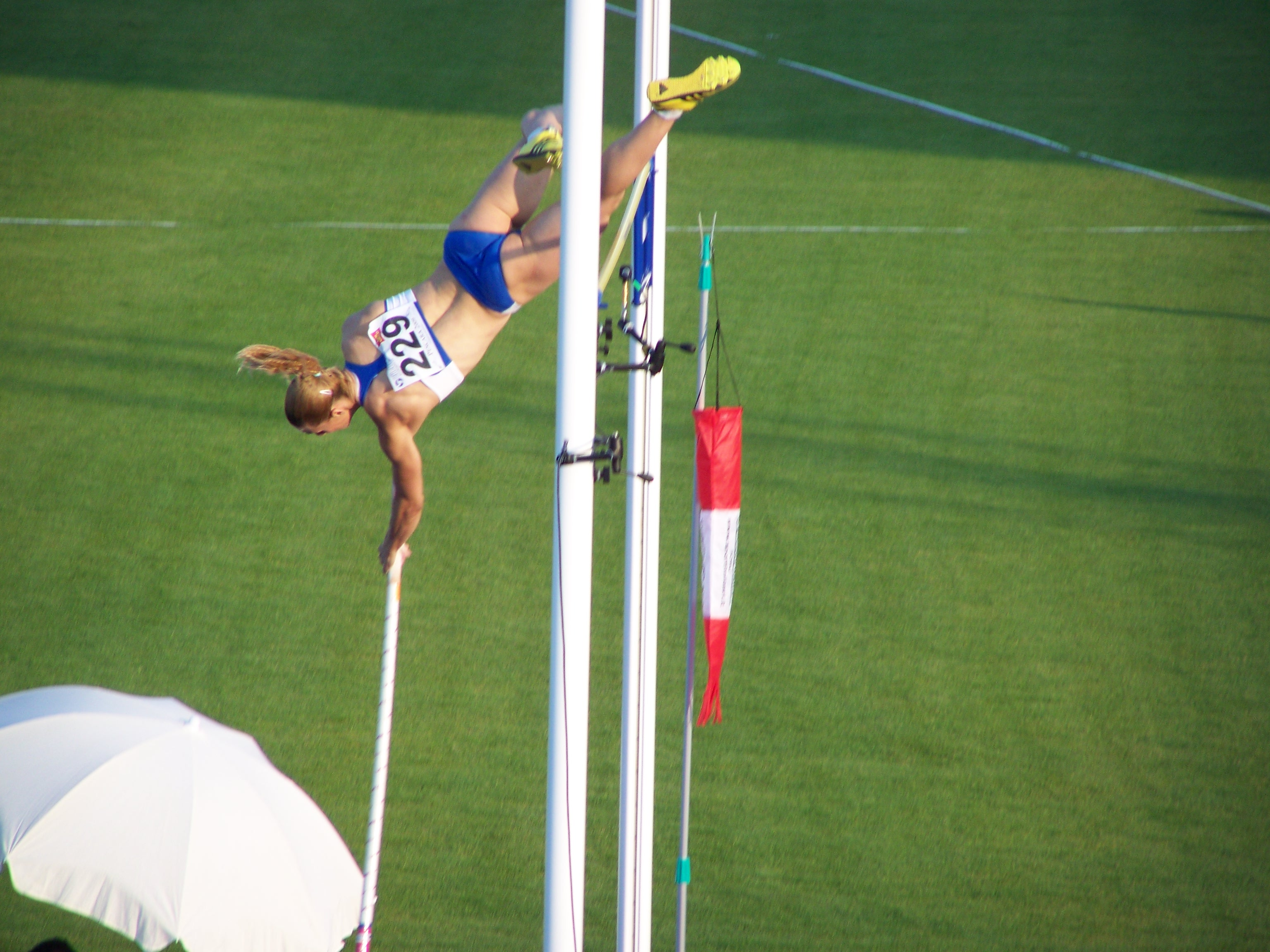
L'astista greca Nikoleta Kyriakopoulou durante la finale della prova di salto con l'asta femminile